# Pélopia (mère de Cycnos)
Pour les articles homonymes, voir Pélopia.
Dans la mythologie grecque, Pélopia (en grec ancien Πελόπεια / Pelópeia), est la mère de Cycnos, qu'elle conçoit avec Arès. Elle n'est citée que dans le pseudo-Apollodore, quand celui-ci rapporte le combat de Cycnos contre Héraclès.

## Note
1. ↑  Pseudo-Apollodore, Bibliothèque [détail des éditions] [lire en ligne], II, 7, 7.